# Veinge
Veinge est une localité de Suède située dans la commune de Laholm du comté de Halland. Elle couvre une superficie de 1,31 km2. En 2010, elle compte 1 190 habitants.